# 1480 en santé et médecine
| Années de la santé et de la médecine : 1477 - 1478 - 1479 - 1480 - 1481 - 1482 - 1483    |
| Décennies de la santé et de la médecine : 1450 - 1460 - 1470 - 1480 - 1490 - 1500 - 1510 |

Cet article présente les faits marquants de l'année 1480 en santé et médecine.

## Événements
- L'expérience est tentée à Tours, « en présence du maire, des échevins et des élus de la ville », d'un poison administré à un chien, des effets duquel sept barbiers et chirurgiens sont chargés de rendre compte au roi Louis XI[1].
- Construction de l'hôpital Saint-Louis de France à Rome[2].
- Construction de l'hôpital de Nürtingen en Allemagne[3].
- L'hôpital Saint-Jacques, « destiné à servir d'asile à la vieillesse », est attesté à Bergues, en Flandre, et ne sera supprimé qu'en 1789[4].
- Fondation de l'hôpital Saint-Jacques-le-Majeur à Cambrai, principauté du Saint-Empire, « pour recevoir de pauvres pèlerins[5] ».
- Fondation d'un hôpital par Pirro Caracciolo (1452–1481), archevêque de Cosenza, en Calabre[6].

## Publications
- Première édition, à Venise, du Régime de santé de l'école de Salerne d'Arnaud de Villeneuve (1240-1311)[7].
- Première édition, à Venise, du Traité de chirurgie de Pierre d'Argelata († 1423), médecin et chirurgien de Bologne[8].

## Naissances
- Jean Planeri (mort en 1570), philosophe et médecin lombard, au service des empereurs d'Allemagne Ferdinand Ier et Maximilien II[9].
- Vers 1470-1480 : Matthieu Adriani (mort à une date inconnue), humaniste espagnol, docteur en médecine, professeur d'hébreu à Louvain[10].

## Décès
- Avant le 27 juillet : Guillaume Girard (né à une date inconnue), médecin ordinaire du roi Louis XI[11].
- 19 novembre : Baverio Baviera (né vers 1405-1406), médecin italien[12],[13].
- Après 1480 : Rolando de' Capelluti (né vers 1430), médecin parmesan, fils de Rinaldo Capelluti, également médecin, auteur de divers traités, sur la peste, sur l'otite, sur la profession de médecin[14].